# Abelharuco-pequeno
O abelharuco-pequeno (Merops pusillus) é uma espécie de ave da família Meropidae. É nativo da África subsariana e tem uma área de distribuição muito alargada, que vai desde o Senegal até à África do Sul.